# 西味鋺
西味鋺（にしあじま）は、愛知県名古屋市北区にある町名。現行行政地名は西味鋺一丁目から西味鋺五丁目。住居表示未実施。

## 地理
名古屋市北区の北部に位置し、南に庄内川が流れている。また東に中味鋺、西に落合町、北に楠町大字味鋺を挟んで楠に接する。

## 歴史

### 沿革
- 1978年（昭和53年）10月29日 - 北区楠町の一部より以下の通りに成立[1]。
  - 楠町大字味鋺字生棚・落合・浪打・八尻の各一部および字西中田の全域を以て西味鋺一丁目として成立。
  - 楠町大字味鋺字浪打・四反田・八尻の各一部および字北八尻の全域、大字如意字長ノ島の一部を以て西味鋺二丁目として成立。
  - 楠町大字味鋺字志水田・荒原の各全域を以て西味鋺三丁目として成立。
  - 楠町大字味鋺字中田・野間・北合戸の各全域および字善ヶ坊・茨道・六反田・南中田・西合戸・合戸の各一部を以て西味鋺四丁目として成立。
  - 楠町大字味鋺字西合戸・合戸・冥加の各一部を以て西味鋺五丁目として成立。

## 世帯数と人口
2019年（平成31年）1月1日現在の世帯数と人口は以下の通りである。
| 丁目         | 世帯数    | 人口    |
| ------------ | --------- | ------- |
| 西味鋺一丁目 | 453世帯   | 887人   |
| 西味鋺二丁目 | 301世帯   | 645人   |
| 西味鋺三丁目 | 524世帯   | 1,215人 |
| 西味鋺四丁目 | 912世帯   | 1,882人 |
| 西味鋺五丁目 | 294世帯   | 712人   |
| 計           | 2,484世帯 | 5,341人 |

### 人口の変遷
国勢調査による人口の推移
| 1995年（平成7年）  | 5,870人 | [ WEB 5 ]  |  |
| 2000年（平成12年） | 5,708人 | [ WEB 6 ]  |  |
| 2005年（平成17年） | 5,515人 | [ WEB 7 ]  |  |
| 2010年（平成22年） | 5,442人 | [ WEB 8 ]  |  |
| 2015年（平成27年） | 5,321人 | [ WEB 9 ]  |  |
| 2020年（令和2年）  | 5,246人 | [ WEB 10 ] |  |

## 学区
市立小・中学校に通う場合、学校等は以下の通りとなる。また、公立高等学校に通う場合の学区は以下の通りとなる。
| 丁目         | 番・番地等 | 小学校                 | 中学校             | 高等学校 |
| ------------ | ---------- | ---------------------- | ------------------ | -------- |
| 西味鋺一丁目 | 全域       | 名古屋市立西味鋺小学校 | 名古屋市立北中学校 | 尾張学区 |
| 西味鋺二丁目 | 全域       | 名古屋市立西味鋺小学校 | 名古屋市立北中学校 | 尾張学区 |
| 西味鋺三丁目 | 全域       | 名古屋市立西味鋺小学校 | 名古屋市立北中学校 | 尾張学区 |
| 西味鋺四丁目 | 全域       | 名古屋市立西味鋺小学校 | 名古屋市立北中学校 | 尾張学区 |
| 西味鋺五丁目 | 全域       | 名古屋市立西味鋺小学校 | 名古屋市立北中学校 | 尾張学区 |

## 交通
- 国道41号（空港線）

## 施設

### 西味鋺一丁目
- 庄内温泉喜多の湯

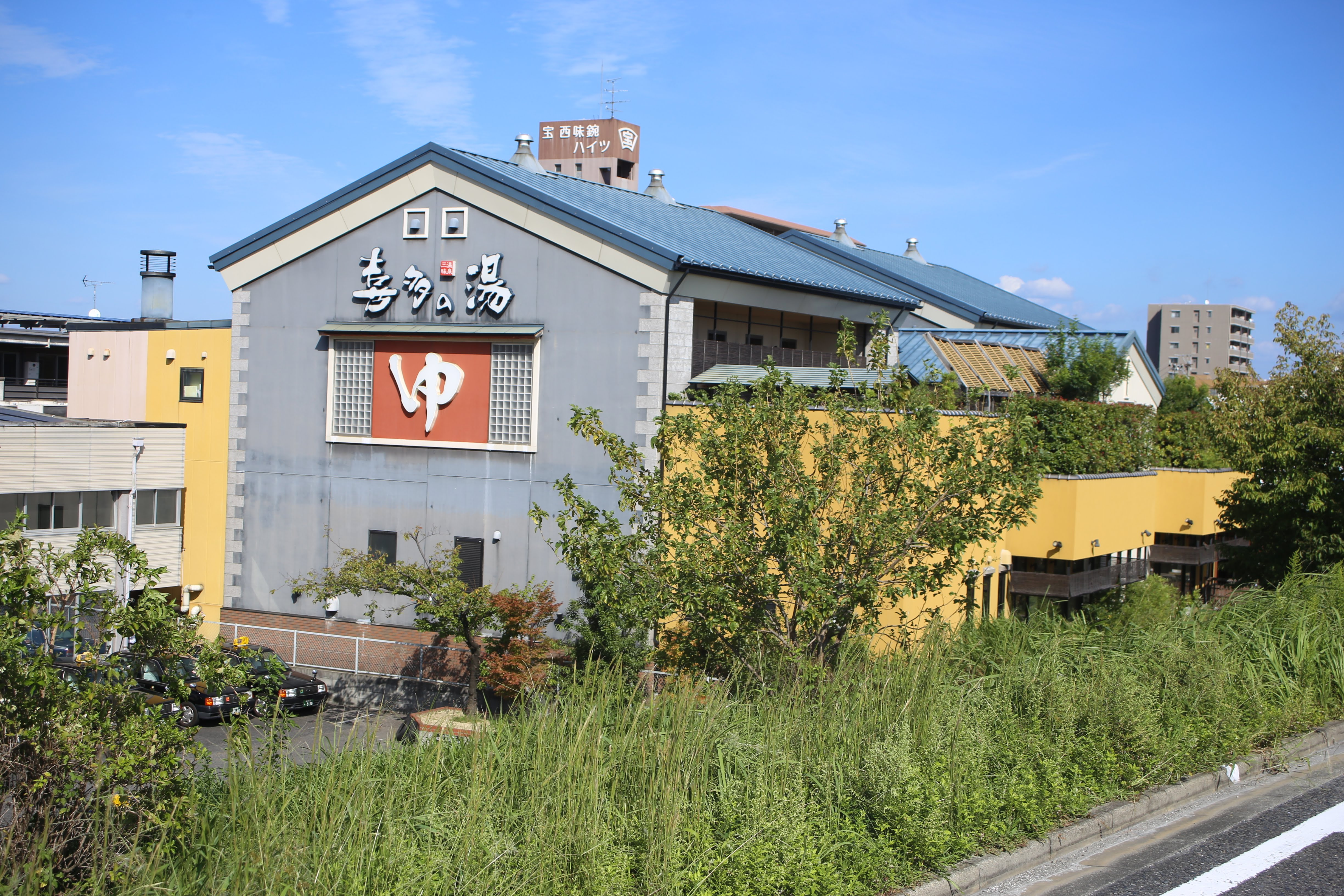
庄内温泉喜多の湯（2018年10月）

### 西味鋺二丁目
- 名古屋市立西味鋺小学校
- 十六銀行楠町支店
- 国土交通省中部地方整備局庄内川河川事務所庄内川第二出張所
- 創価学会名古屋北文化会館

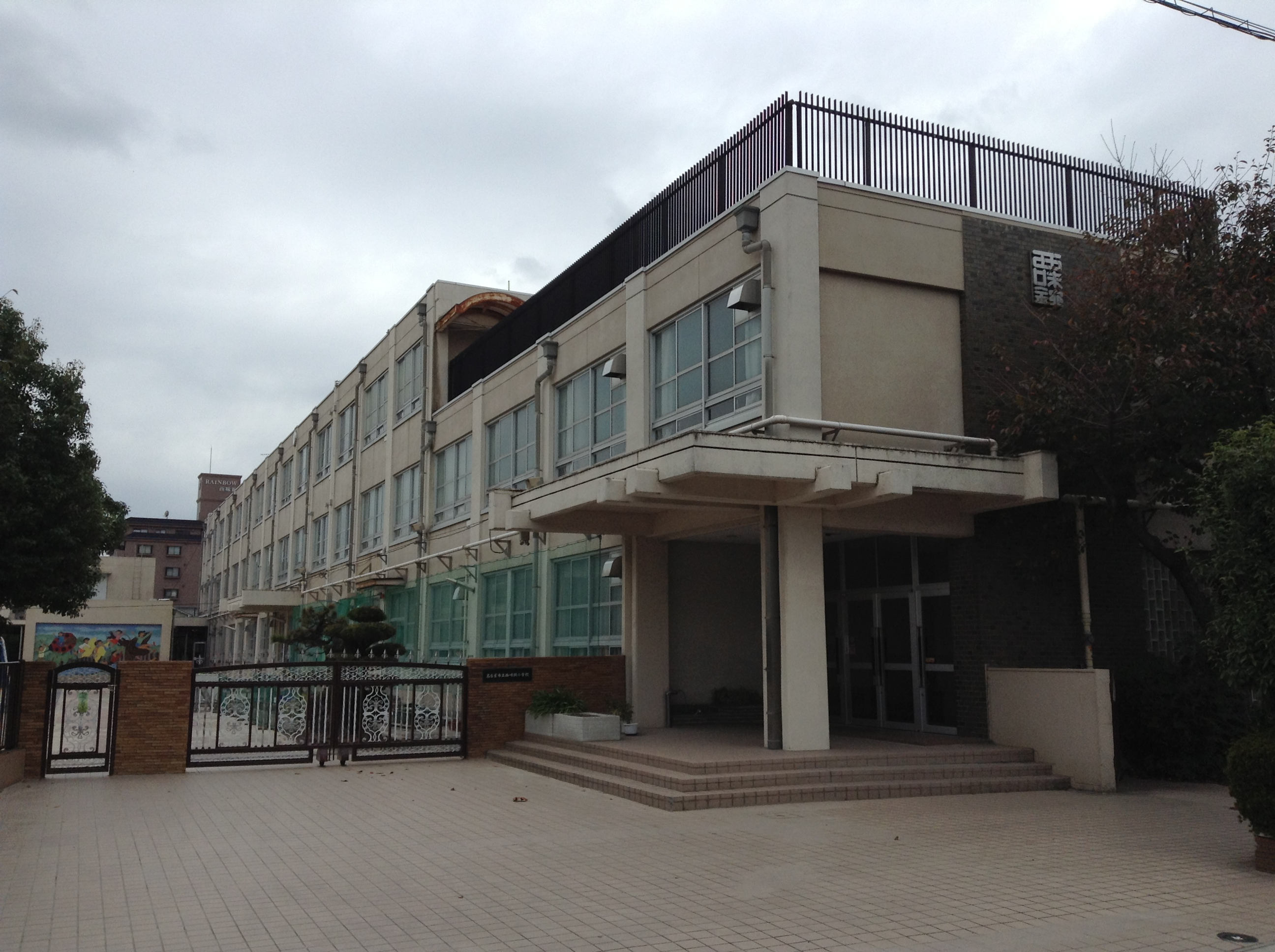
名古屋市立西味鋺小学校（2013年11月）
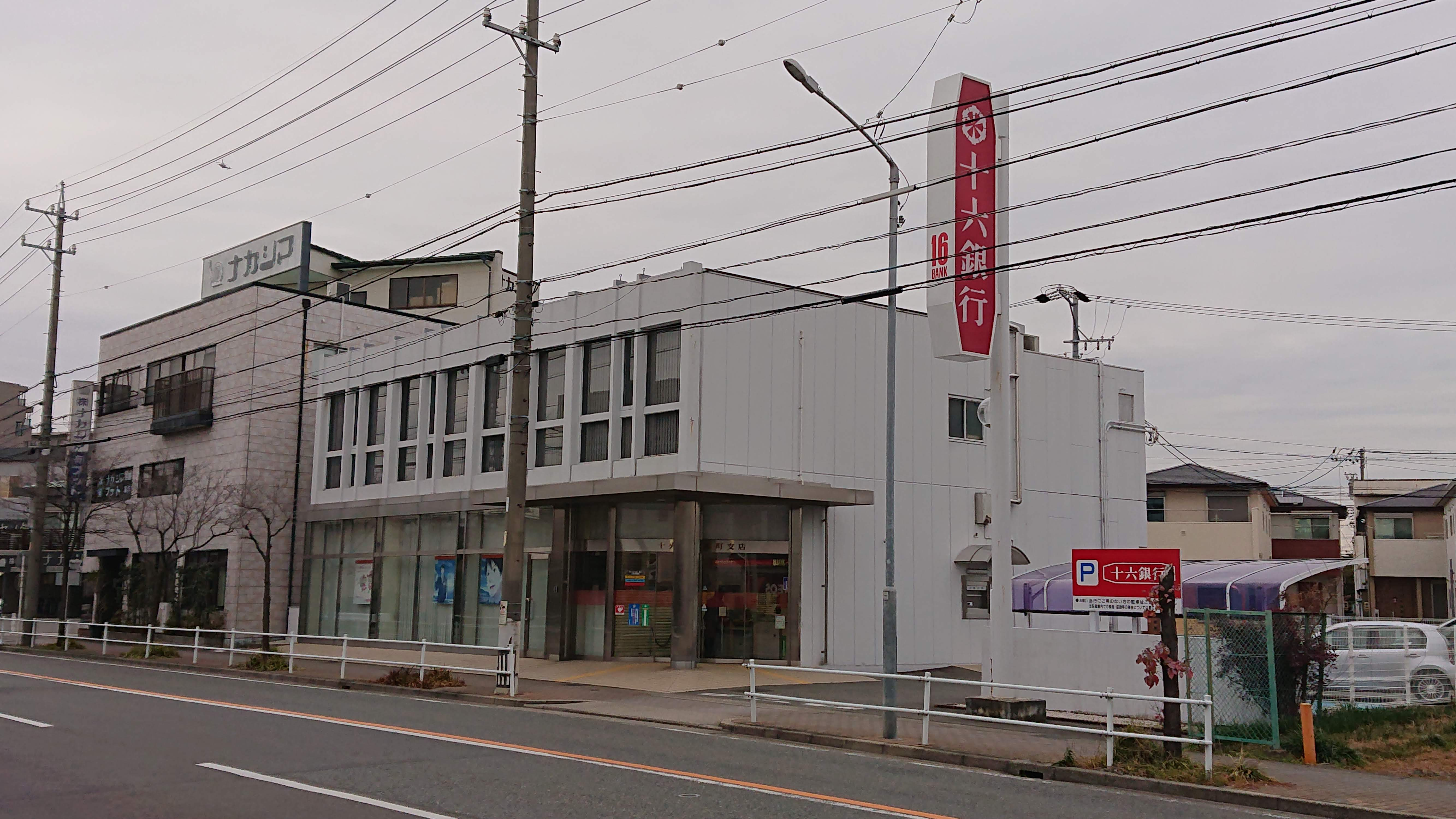
十六銀行楠町支店（2019年1月）
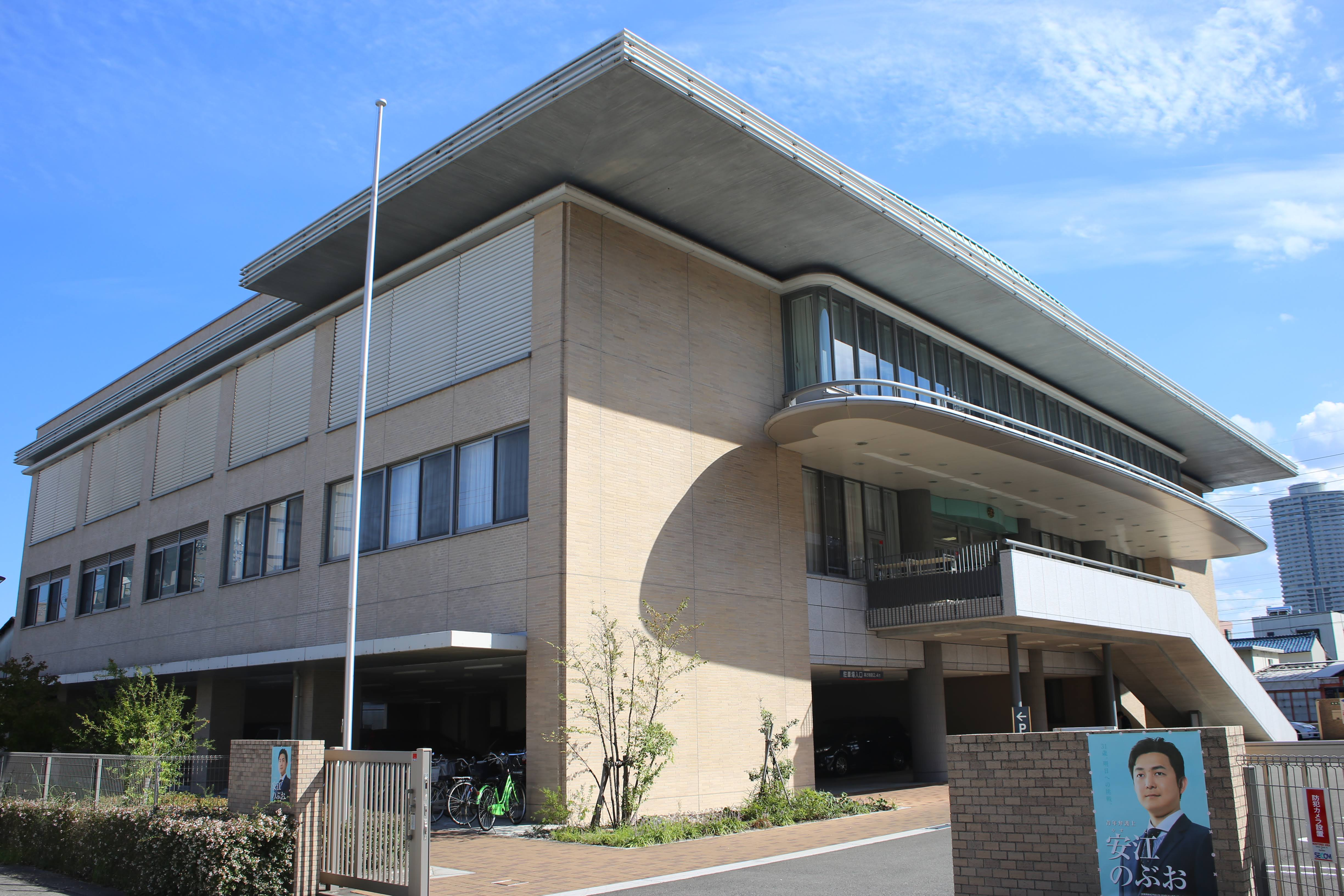
創価学会名古屋北文化会館（2018年10月）
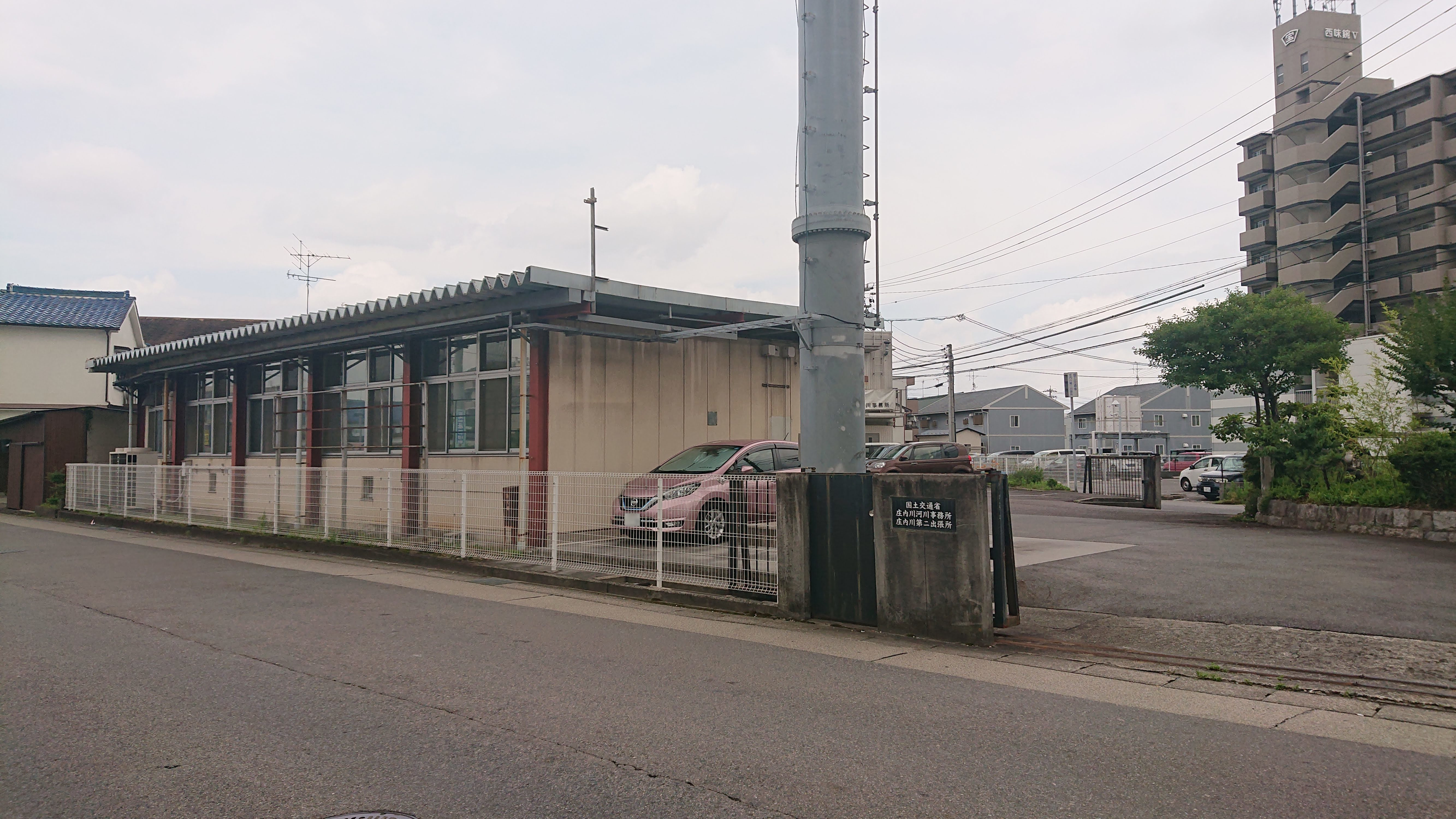
国土交通省中部地方整備局庄内川河川事務所庄内川第二出張所（2019年7月）

### 西味鋺三丁目
- 名古屋楠幼稚園
- 西味鋺保育園
- てんちょうくすのき保育園
- 味鋺西公園

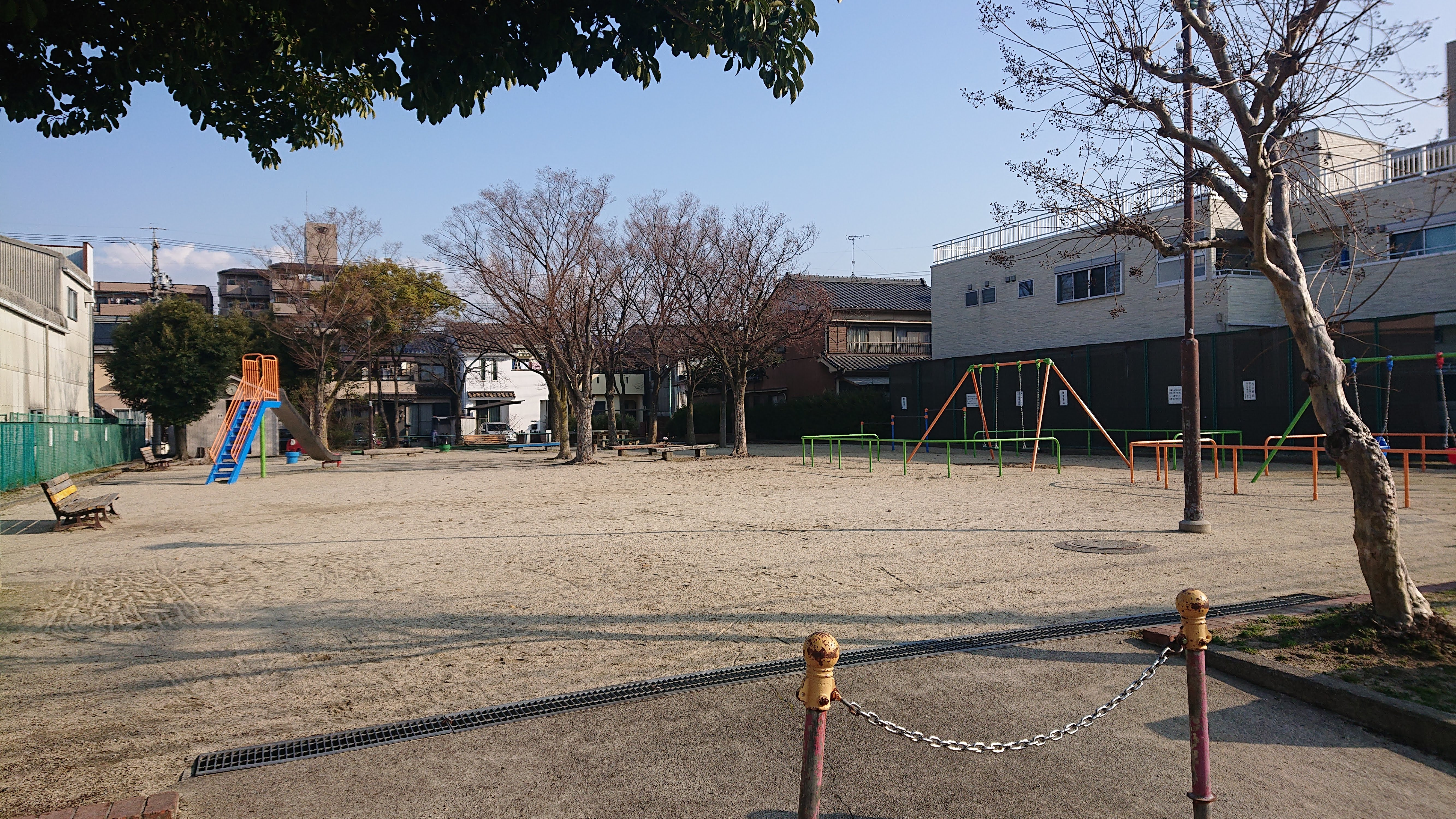
味鋺西公園（2019年3月）
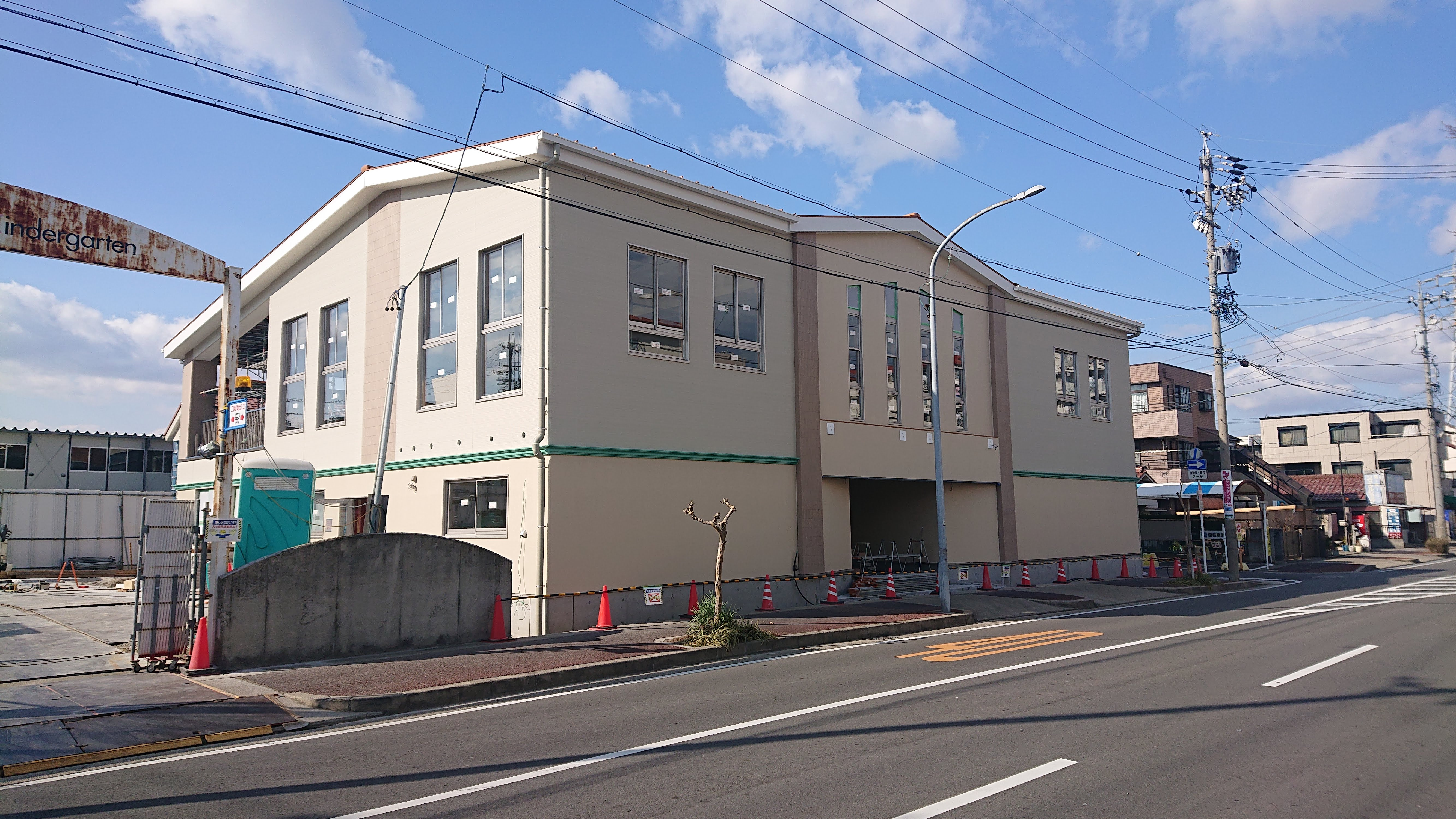
名古屋楠幼稚園（2019年1月）

### 西味鋺四丁目
- 名古屋市営西あじま荘
- 西味鋺コミュニティセンター
- 中田第二児童遊園地

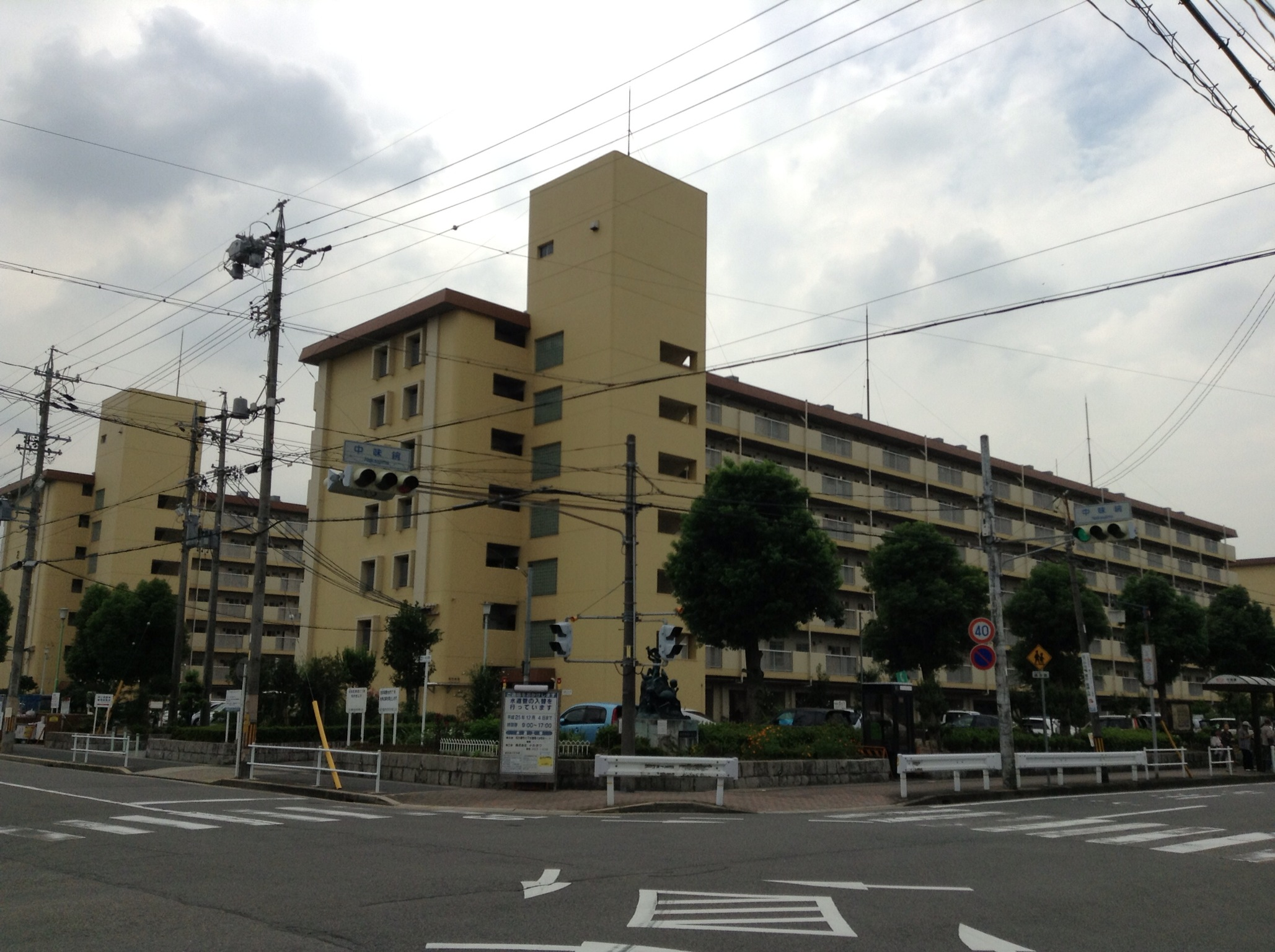
名古屋市営西あじま荘（2013年9月）
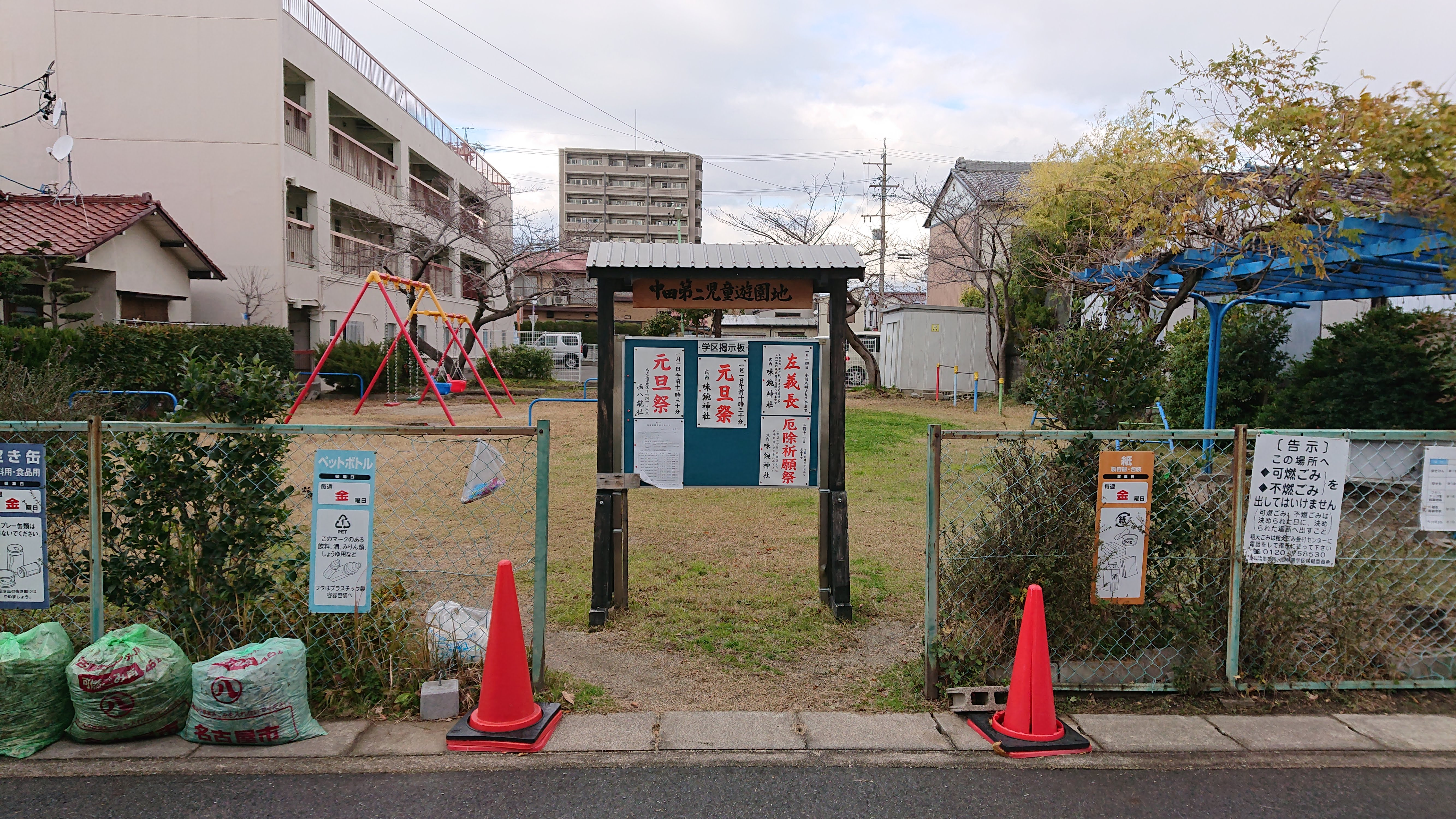
中田第二児童遊園地（2018年12月）

### 西味鋺五丁目
- 角千本店
- 畑中どんぐりひろば

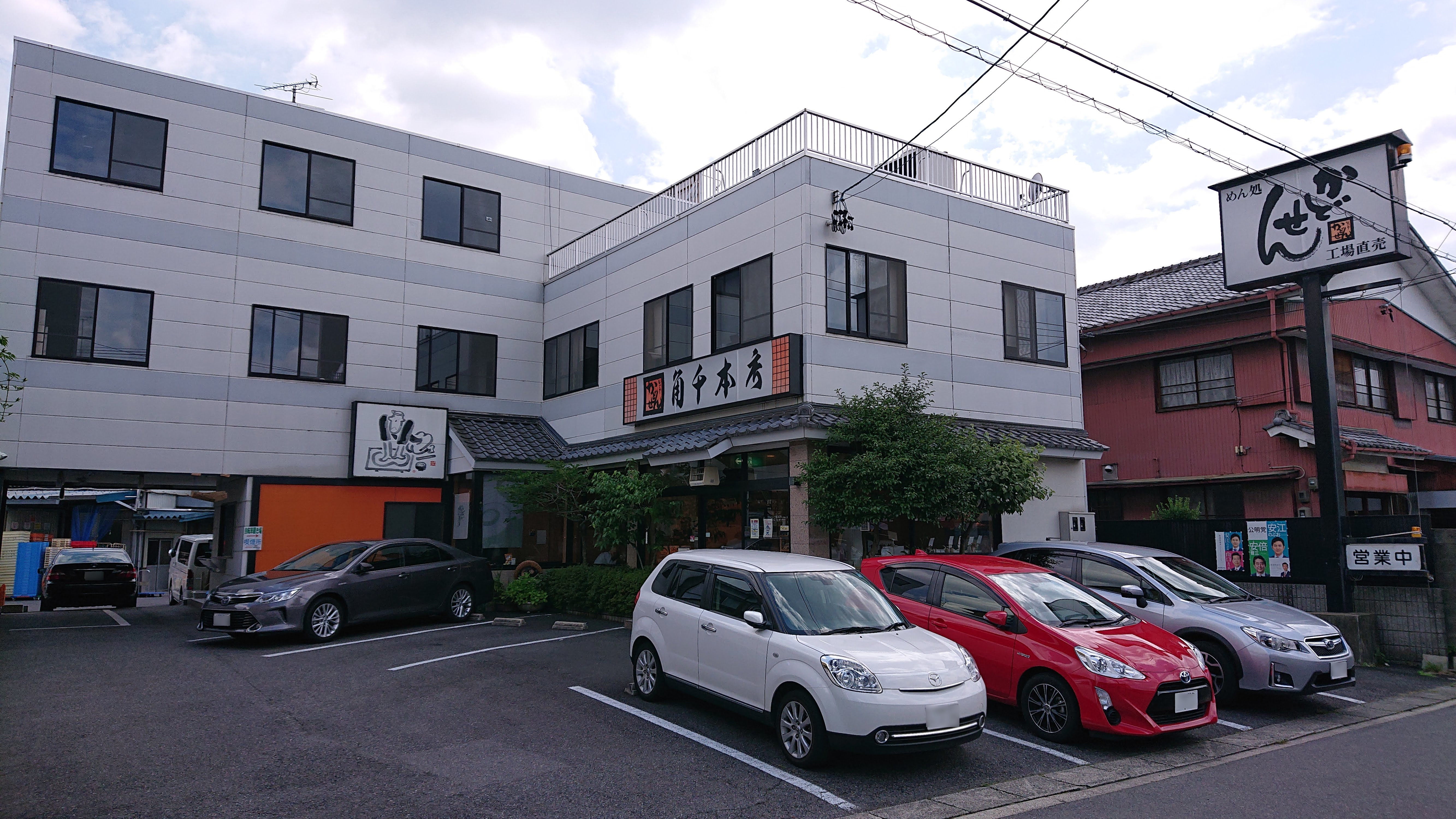
角千本店（2019年6月）

## その他

### 日本郵便
- 郵便番号 : 462-0016[WEB 2]（集配局：名古屋北郵便局[WEB 13]）。

### WEB
1. 1 2  “町・丁目(大字)別、年齢(10歳階級)別公簿人口(全市・区別)”.   名古屋市 (2019年1月23日). 2019年1月23日閲覧。
2. 1 2  “郵便番号”.  日本郵便. 2019年1月6日閲覧。
3. ↑  “市外局番の一覧”.   総務省. 2019年1月6日閲覧。
4. ↑  “北区の町名一覧”.   名古屋市 (2015年10月21日). 2019年1月12日閲覧。
5. ↑  総務省統計局 (2014年3月28日). “平成7年国勢調査の調査結果(e-Stat) - 男女別人口及び世帯数 －町丁・字等” (CSV). 2019年4月27日閲覧。
6. ↑  総務省統計局 (2014年5月30日). “平成12年国勢調査の調査結果(e-Stat) - 男女別人口及び世帯数 －町丁・字等” (CSV). 2019年4月27日閲覧。
7. ↑  総務省統計局 (2014年6月27日). “平成17年国勢調査の調査結果(e-Stat) - 男女別人口及び世帯数 －町丁・字等” (CSV). 2019年4月27日閲覧。
8. ↑  総務省統計局 (2012年1月20日). “平成22年国勢調査の調査結果(e-Stat) - 男女別人口及び世帯数 －町丁・字等” (CSV). 2019年4月27日閲覧。
9. ↑  総務省統計局 (2017年1月27日). “平成27年国勢調査の調査結果(e-Stat) - 男女別人口及び世帯数 －町丁・字等” (CSV). 2019年4月27日閲覧。
10. ↑  “データセット情報 国勢調査 / 令和２年国勢調査 / 小地域集計　（主な内容：基本単位区別，町丁・字別人口など） 23：愛知県”.   独立行政法人統計センター. 2022年3月31日閲覧。
11. ↑  “市立小・中学校の通学区域一覧”.   名古屋市 (2018年11月10日). 2019年1月14日閲覧。
12. ↑  “平成29年度以降の愛知県公立高等学校（全日制課程）入学者選抜における通学区域並びに群及びグループ分け案について”.   愛知県教育委員会 (2015年2月16日). 2019年1月14日閲覧。
13. ↑  郵便番号簿 平成29年度版 - 日本郵便. 2019年01月06日閲覧 (PDF)

### 書籍
1. ↑  名古屋市北区役所市民室 1979, p. 63.